# Flygplatsen (roman)
Airport är en roman skriven av Arthur Hailey, som blev en bestseller 1968. 1970 blev den filmatiserad med den svenska titeln Airport – flygplatsen.
Boken utspelar sig på fiktiva "Lincoln International Airport" i den amerikanska delstaten Illinois.